# ألعاب الفيديو في 1975
1975 لها العديد من الألقاب الجديدة مثل Western Gun و Dungeon و dnd.

## الأحداث
- في الخريف، أوقف Magnavox وحدة تحكم ألعاب الفيديو أوديسي الأصلية.[1]
- في 21 أبريل، حصلت زانوسي على ترخيص تنفيذ بونغ من Sanders Associates.[2]

## أعمال
- شركات جديدة: سينماترانيكس، إنكس

## الإصدارات البارزة

### أجهزة ألعاب الفيديو
- 12 سبتمبر - أصدرت شركة Epoch أول وحدة تحكم لألعاب الفيديو المنزلية في اليابان، وهي وحدة التحكم في ألعاب الفيديو المنزلية المخصصة لتلفزيون التنس Electrotennis. الميزة الأكثر غرابة هي أن وحدة التحكم (بما في ذلك وحدة التحكم) لاسلكية، وتعمل من خلال هوائي تردد فوق العالي.[3]
- ديسمبر - أصدرت آتاري و Tele-Games (قسم من Sears و Roebuck and Company) أول نسخة رسمية للمنزل من بونغ (تسمى Home Pong) من خلال متاجر Sears.[4]
- تقوم Magnavox بإصدار نموذجين جديدين لوحدة تحكم Odyssey: Odyssey 100 و Odyssey 200.[1]
- فيليبس تنشر عن فيليبس تيلي لعبة ES 2201 وحدة الوطن المخلصين لعبة فيديو، أول نظام من سلسلة فيليبس تيلي لعبة.

### ألعاب
- فبراير - ميدواي تطلق لعبة فيديو سباقات الممرات لعام 1974 من تايتو Speed Race, وهي أول لعبة فيديو في سلسلة Speed Race التي صممها توموهيرو نيشيكادو في أمريكا الشمالية باسم Wheels[5] و Racer.
- شباط (فبراير) - تنشر شركة Horror Games, التي أسسها نولان بوشنل، لعبتها الوحيدة، Shark Jaws, التي تهدف إلى جني الأموال من شعبية فيلم الفك المفترس للمخرج ستيفن سبيلبرغ.[6]

- أصدر تايتو Western Gun, أول لعبة فيديو تصور القتال بين البشر.[7][8] تم تصميم اللعبة بواسطة توموهيرو نيشيكادو، وكانت اللعبة تحتوي على عنصرين تحكم مميزين في عصا التحكم لكل لاعب، مع عصا تحكم بثمانية اتجاهات لتحريك رعاة البقر المحوسب على الشاشة والآخر لتغيير اتجاه التصوير.[9][10]
- نوفمبر - تصدر Midway لعبة Gun Fight, وهي نسخة مقتبسة من لعبة Taito's Western Gun وأول لعبة فيديو تعتمد على المعالج الدقيق.[11] استخدم Western Gun من Taito الأجهزة القائمة على TTL, والتي نقلها Dave Nutting Associates إلى المعالج الدقيق إنتل 8080 لإصداره في أمريكا الشمالية.[12]

- قام Don Daglow بتطوير Dungeon, وهي لعبة فيديو مبكرة للعب الأدوار، لـ PDP-10.[13]

- طور ويليام كروذر Adventure (المعروفة أيضاً باسم Colossal Cave و ADVENT), وهي أول لعبة خيال تفاعلي لـ PDP-10.[14]

- طورت Rusty Rutherford pedit5, أول لعبة زحف زنزانة، لنظام بلاتو.[15]

- dnd, أول لعبة فيديو تتضمن رئيساً، ويمكن القول إنها أول لعبة لعب أدوار على الكمبيوتر، اختتمت التطوير الأولي. تسرد بعض المصادر اللعبة على أنها عام 1974, ليس من الواضح بالضبط متى أصبح قابلاً للعب.
- نوربورغرينغ 1, أول لعبة سباق من منظور الشخص الأول، تم تطويرها في ألمانيا من قبل الدكتور راينر فويرست.[16][17]